# Ooperipatus nebulosus
Ooperipatus nebulosus är en klomaskart som beskrevs av Reid 2000. Ooperipatus nebulosus ingår i släktet Ooperipatus och familjen Peripatopsidae. Inga underarter finns listade i Catalogue of Life.